# Lee Yeon-mi
Lee Yeon-mi (ur. 26 sierpnia 1984) – południowokoreańska zapaśniczka w stylu wolnym. Zajęła czternaste miejsce na mistrzostwach świata w 2006. Dziesiąta na igrzyskach azjatyckich w 2006. Brązowa medalistka uniwersjady w 2005. Trzecia na mistrzostwach Azji juniorów w 2004 roku.